# Plateau de Marcahuasi

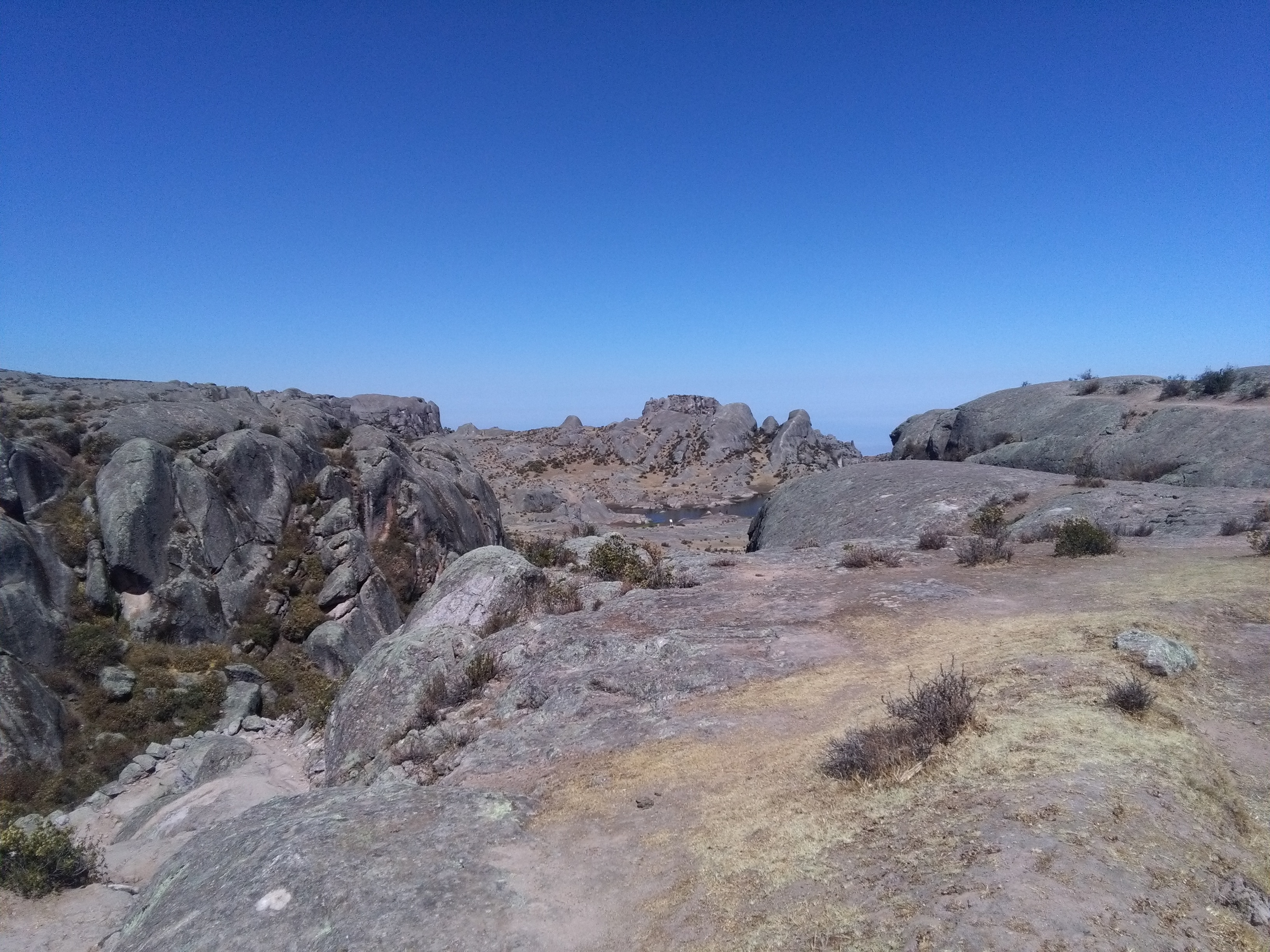
Paysage du Marcahuasi.

Le plateau de Marcahuasi est un plateau de 4 km2 de la cordillère des Andes à l'est de Lima au Pérou, près du Río Rímac.

## Curiosités

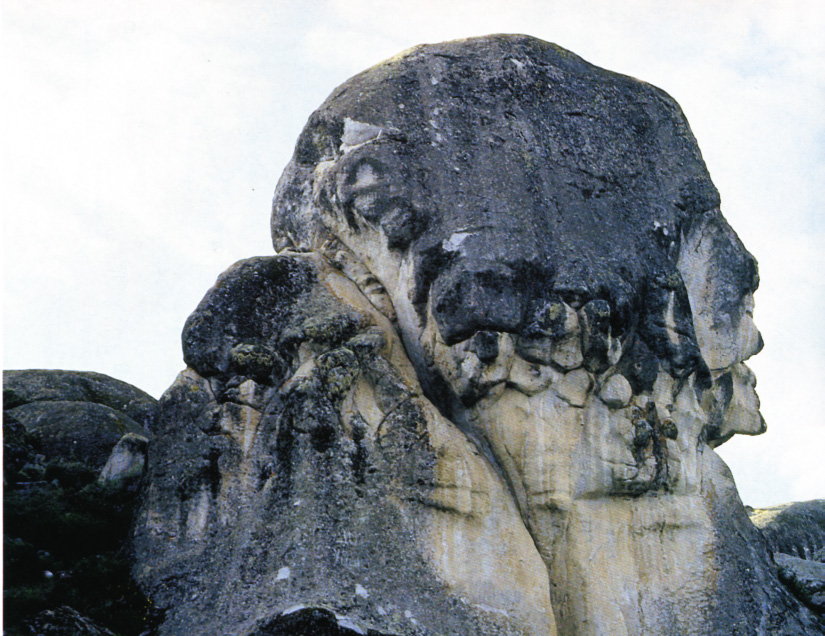
Le Peca Gasha.

L'endroit est connu pour ses diverses structures. 
Le livre de Pierre Carnac L'histoire commence à Bimini (éditions Robert Laffont, coll. « Les énigmes de l'Univers », 1973) consacre un chapitre au plateau de Marcahuasi et à d'autres lieux présentant des sculptures monumentales réalisées sur des rochers à partir de formes naturelles, in situ. Il rapproche un escalier taillé dans la roche, qui ne monte nulle part, à celui en grès du Paradis de Bohême, le Český ráj, en Tchécoslovaquie, qui lui aussi s'élance vers le ciel. Il estime que cette culture très ancienne est peut-être à rattacher à celle du plateau submergé de Bimini, aux Bahamas, et à ses constructions cyclopéennes.